# Galerie de peinture de l'oblast de Vologda
La Galerie de peinture de l'oblast de Vologda (en russe : Вологодская областная картинная галерея (ВОКГ)) a été créée en 1952 à partir de la section de peinture du Musée-réserve de l'État d'art et d'architecture de Vologda. Elle est ouverte le 12 février 1954. C'est l'unique galerie de peinture de l'oblast de Vologda.

## Fonds muséal

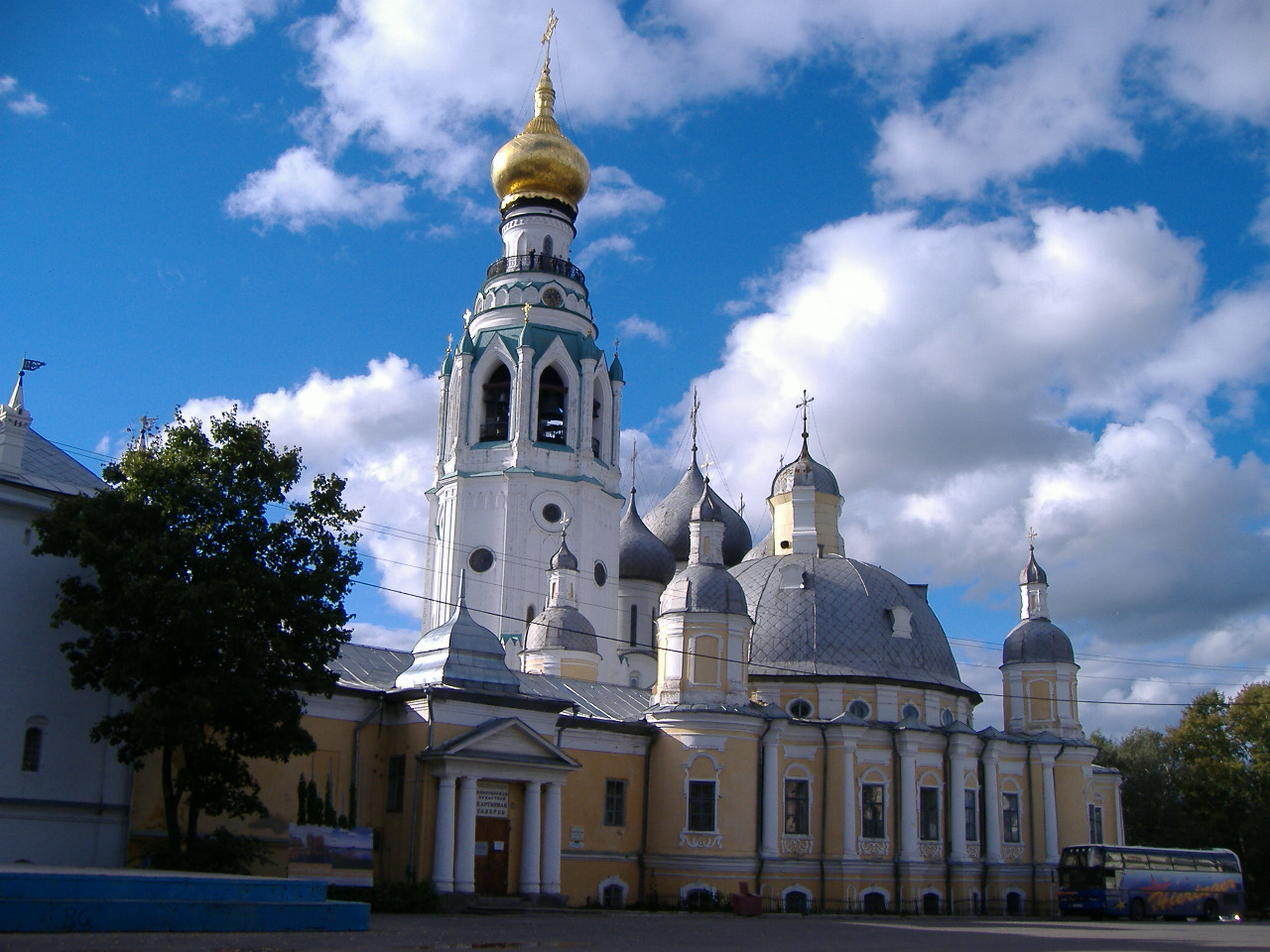
Galerie de peinture : musée

La collection de Vologda comprend des œuvres d'éminents peintres russes et étrangers tels que : Ivan Aïvazovski, Emmanuel Aladjalov, Alexandre Benois, Ivan Bogdanov, Alexandre Borissov, George Dawe, Stanislav Joukovski, Mikhaïl Klodt, Nikolaï Klodt von Jürgensburg , Arkhip Kouïndji, Constantin Kryjitski, Isaac Levitan, Mikhaïl Nesterov, Vassili Polenov, Ilia Répine, Viktor Vasnetsov, Vassili Verechtchaguine, Mikhaïl Vroubel, ; des représentants de l'école de peinture de Vologda : Vladimir Korbakov (ru), Ian Kryjevski (ru), Sergueï Markina (ru), Alexandre Panteleev (ru), G. I. Popova, Djanna Toutoundjan (ru), etc.,
En tout 28 982 pièces dont 27 894 du fonds principal.

## Structure de la galerie
- La salle centrale d'exposition (Центральный выставочный зал) (Place du Kremlin (Кремлёвская площадь) à Vologda , 3) se trouve dans le bâtiment de la cathédrale de la Résurrection, érigée dans les années 1772—1776, par l'architecte Zlatitski. On y trouve de l'art russe ancien, de l'art russe du XVIIIe siècle au XXe siècle aussi bien soviétique qu'ouest-européen, des peintures et des gravures d'artistes de Vologda des XIXe siècle et XXe siècle.
- Maison-musée Chalamov (rue Sergueï Orlov, 15) . Elle se trouve dans le même bâtiment que la galerie exposant une collection d'œuvres russes et ouest-européennes. C'est une filiale du Musée-réserve de l'État d'art et d'architecture de Vologda. C'est la maison natale de l'écrivain Varlam Chalamov.
- Musée des œuvres de l'artiste russe Vladimir Korbakov (ru) de 1950—2000-х [5].
- Centre d'exposition d'art contemporain (Экспозиционно-выставочный центр современного искусства)[6]
- Mémorial d'Alexandre Panteleev (ru), rue Koslionskaïa (Vologda)(улица Козлёнская), 4)[7].

## Collections

Œuvres des membres du cercle des amateurs de beaux-arts exposées à Vologda au musée des beaux arts de l'Oblast
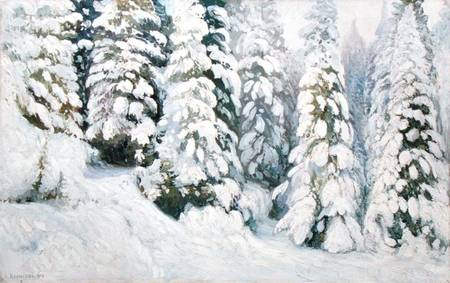
Alexandre Borissov. Conte d'hiver. 1913
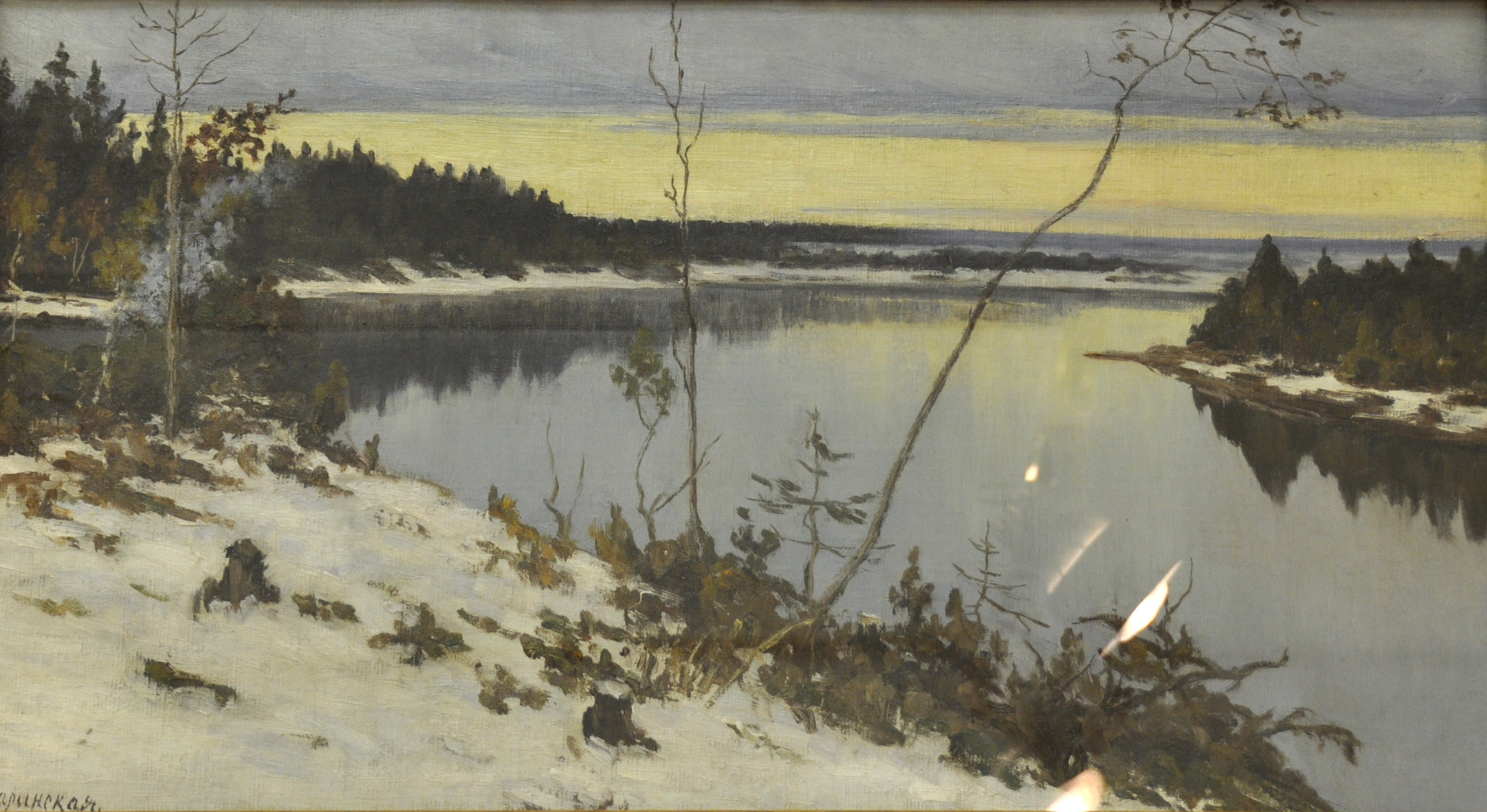
Anna Karinskaïa. Le gel. 1919 (?)
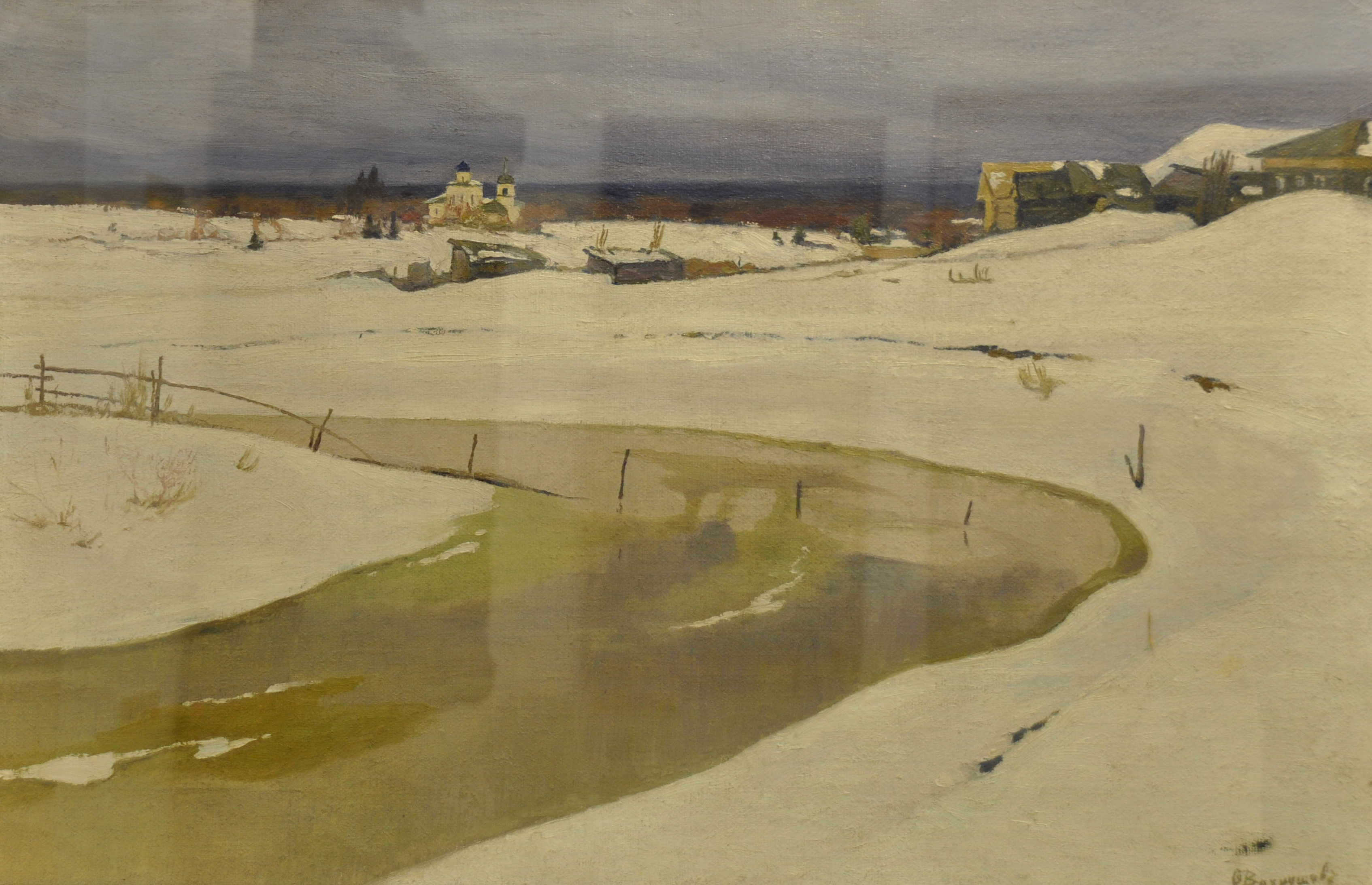
Féodoci Vakhrouchov (ru) Le dégel, 1910
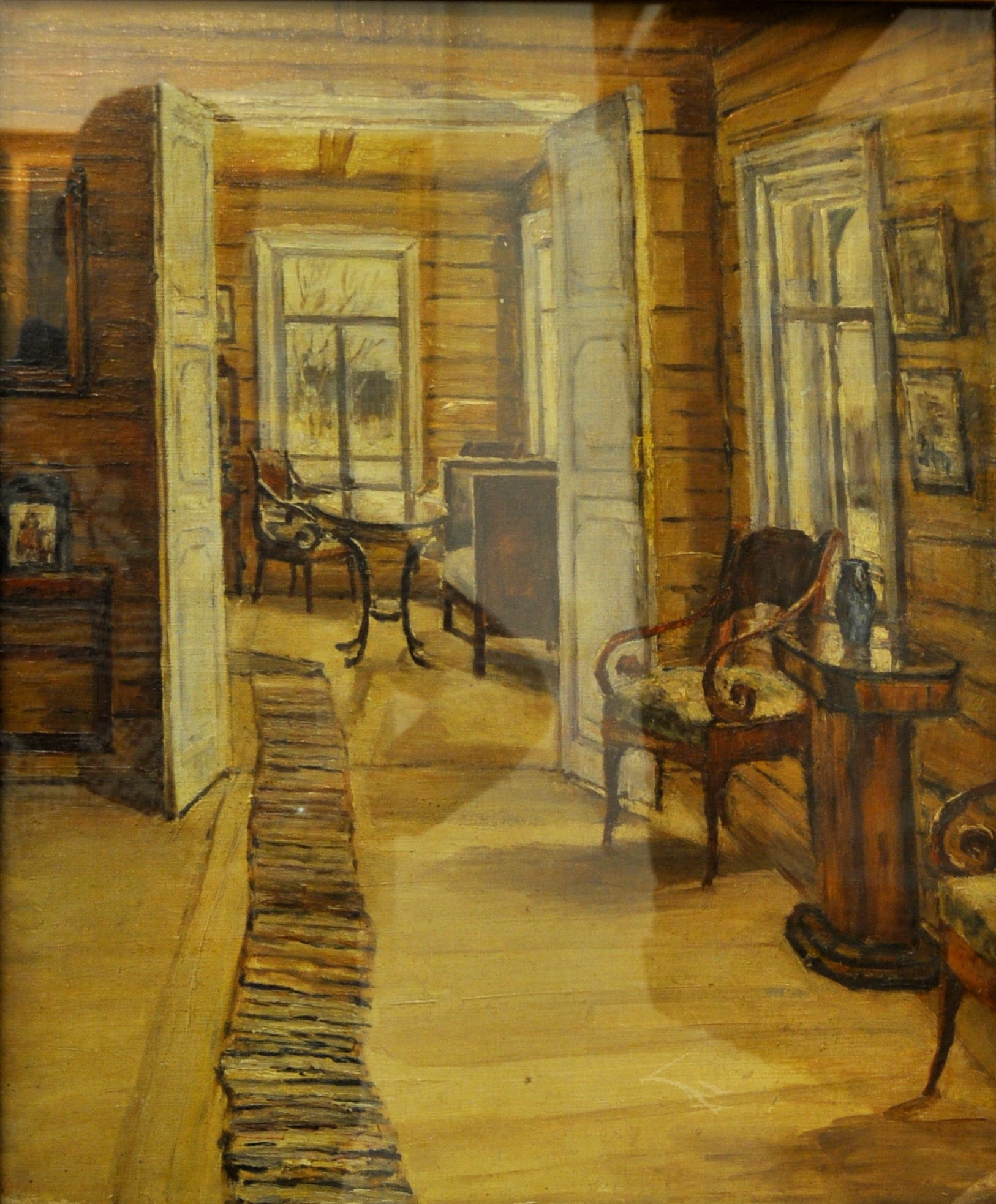
Anna Karinskaïa Murmanovo- Intérieur, 1915